# سونی اکس‌پریا زد
سونی اکس‌پریا زد (به انگلیسی: Sony Xperia Z) یک تلفن هوشمند اندرویدی است که در نمایشگاه سی‌ای‌اس ۲۰۱۳ توسط شرکت سونی معرفی شد و در فوریه ۲۰۱۳ عرضه گردید. این تلفن در سال ۲۰۱۳ پرچمدار تلفن‌های هوشمند کمپانی سونی بوده‌است.

## صفحه نمایش
صفحه نمایش اکس‌پریا زد ۵ اینچ و از نوع ال‌سی‌دی و با رزولیشن ۱۰۸۰x۱۹۲۰ پیکسل است و از قابلیت لمس چندگانه (مولتی‌تاچ) نیز پشتیبانی می‌کند. به‌رغم تفکیک‌پذیری و تراکم پیکسل بالا صفحه نمایش اکس‌پریا زد به‌علت کنتراست داینامیک پایین و زاویه دید بسیار کم به‌شدت مورد انتقاد است به‌گونه‌ای وب‌سایت جی‌اس‌ام‌آرنا پس از بررسی و مقایسه این صفحه با صفحه نمایش فول‌اچ‌دی سوپرآمولد به‌کار رفته‌شده در سامسونگ گلکسی اس۴ صفحهٔ گوشی گلکسی اس۴ سامسونگ را بسیار بهتر خواند و یکی از ضعف‌های اصلی اکس‌پریا زد را نمایشگر آن دانست.